# Шеліак
Шеліак (β Ліри) — третя за яскравістю зоря у сузір'ї Ліри.
Перебуває на відстані близько 881,5 світлових років від Сонця. Назва Шеліак походить від арабської назви сузір'я Ліри — الشلياق (šiliyāq або Al Shilyāk).
β Ліри — це система з шести зір, хоча для неозброєного ока вона виглядає як одна точка світла. Найяскравіший компонент цієї системи, Beta Lyrae A, є потрійною системою з двома зорями, які обертаються одна навколо одної та з часом одна з них може закривати іншу, змінюючи яскравість (це називається затемненням). Ці дві зорі отримали назви Beta Lyrae Aa1 та Aa2. Третя зоря цієї групи позначена як Beta Lyrae Ab. Крім того, в системі є ще п’ять зір, які позначаються як Beta Lyrae B, C, D, E та F. Вони є поодинокими зорями та не входять у подвійну або потрійну систему.

## Номенклатура
β Ліри (Beta Lyrae) — це система, яка отримала своє найменування за класифікацією Баєра, введену Йоганном Баєром у 1603 році у його "Уранометрії". Це позначення вказує на те, що β Ліри є другою за яскравістю зорею в сузір'ї Ліри. Щодо позначень компонентів цієї системи, то WDS J18501+3322 є позначенням для подвійних зір у Вашингтонському каталозі подвійних зір (WDS). Зорі системи β Ліри мають позначення Beta Lyrae A, B, C (або WDS J18501+3322A, B та C), а також WDS J18501+3322D, E та F. Для компонента A використовуються додаткові позначення Beta Lyrae Aa, Aa1, Aa2 та Ab. Ці позначення є частиною системи, що використовується для багатозоряних систем, і вони затверджені Міжнародним астрономічним союзом (IAU).
У 2016 році Міжнародний астрономічний союз (МАС) заснував Робочу групу з імен зір (WGSN), з метою створення списку і стандартизації імен для зір. Ця група прийняла рішення присвоювати імена не всім зоряним системам, а окремим зорям, що входять до складу цих систем. 21 серпня 2016 року МАС офіційно затвердив ім'я «Шеліак» для об'єкта Бета Ліри Aa1, і з того часу це ім'я стало частиною офіційного списку імен зір, схваленого МАС.

## Характеристика
Бета Ліри Aa — це система з двох зір, що обертаються навколо одне одного. Одна з цих зір є головною і більш масивною, її клас — B6-8, а інша зоря, хоча й слабша, ймовірно, теж належить до типу B. Спочатку слабша зоря була більш масивною, і тому вона швидше досягла етапу еволюції, коли перетворилася на гігантську зорю. У цьому процесі, коли зоря розширилася, вона заповнила порожнину Роша. Це призвело до того, що більша частина її маси була передана менш масивній зорі, що, в свою чергу, змінило еволюцію обох зір.
Вторинна зоря в системі Бета Ліри, яка тепер має більшу масу, оточена акреційним диском. Цей диск утворюється через процес передачі маси від первинної зорі до вторинної. З акреційного диска виходять потоки, схожі на струмені, які направлені перпендикулярно до диска. Однак цей диск ускладнює спостереження за вторинною зорею, оскільки він блокує її видимість і зменшує її яскравість для спостерігачів. Це також ускладнює визначення її точного типу. Кількість маси, яка передається між двома зорями, становить приблизно 2 × 10−5 сонячних мас на рік, що означає, що за 50 000 років передається маса, рівна масі Сонця. Завдяки цьому орбітальний період між зорями збільшується на 19 секунд щороку. Спектр системи Бета Ліри містить емісійні лінії, які виникають через акреційний диск. Цей диск додає близько 20% яскравості до загальної світності системи.
У 2006 році під час обстеження за допомогою адаптивної оптики виявили можливу третю зорю в системі Бета Ліри, позначену як Бета Ліри Аб. Вона була виявлена на кутовій відстані 0,54" і мала різницю в яскравості з іншими зорями в системі, що становила +4,53. Це означає, що спектральний клас цієї зорі може варіюватися між B2 і B5, що відповідає зорям головної послідовності. Якщо ця зоря дійсно є частиною системи, то Бета Ліри А стане ієрархічною трійною системою, тобто складеться з трьох зір, де одна з них буде орбітально рухатись навколо двох інших.

## Змінність
Змінна яскравість системи Бета Ліри була вперше виявлена у 1784 році британським астрономом-аматором Джоном Ґудрайком. У 1894 році Аристарх Бєлополський визначив Бету Ліри як тісну подвійну систему. Орбіти двох зір у цій системі майже ідеально вирівняні з лінією зору до Землі, тому кожна зорі час від часу закриває іншу. Це викликає регулярні зміни видимої яскравості Бети Ліри, яка варіюється від +3.2 до +4.4 зоряної величини. Орбітальний період системи складає 12,9414 доби. Бета Ліри є класичним прикладом еліпсоїдальних тісних подвійних систем.
Дві зорі у цій системі розташовані так близько одна до одної, що їх неможливо розрізнити за допомогою звичайних оптичних телескопів. Вони утворюють спектроскопічну подвійну зорю, де обидві зорі можна побачити лише через їх спектри. У 2008 році вченим вдалося за допомогою спеціального інструменту — інтерферометра CHARA Array та Мічиганського інфрачервоного комбінатора (MIRC) — розрізнити основну зорю і диск, який оточує вторинну зорю. Це вдалося зробити в інфрачервоному світлі, що допомогло вперше точно обчислити орбітальні параметри цієї системи.
Окрім регулярних затемнень, ця система також показує менші, але повільніші зміни яскравості. Вважається, що вони спричинені змінами в акреційному диску, і ці коливання впливають на форму та інтенсивність спектральних ліній, особливо емісійних ліній. Хоча ці варіації не мають чіткої регулярності, їх вдалося дослідити та визначити період у 282 дні.

## Супутники
Окрім Beta Lyrae A, було зафіксовано кілька інших супутників. β Ліри B, з кутовим розділенням 45,7", має спектральний тип B7V, видиму яскравість +7,2 і добре помітний в бінокль. Супутник у 80 разів яскравіший за Сонце і має період 4,348 дня. Після випуску каталогу SB9 у 2004 році, який містить орбіти спектроскопічних подвійних зір, β Ліри B виключили з цього списку. Тому наразі ця зоря вважається окремою.
Наступні два найяскравіші супутники — це E і F. β Ліри E має яскравість 10,1v і відстань 67", а β Ліри F — яскравість 10,6v і відстань 86". Обидві зорі є хімічно особливими; їх класифікують як Ap-зорі, хоча супутник F іноді вважають Am-зорею. У Вашингтонському каталозі подвійних зоряних систем також зазначено двох слабших супутників — C і D, які розташовані на відстанях 47" і 64" відповідно. Спостереження супутника C показали варіації яскравості, що змінюється більш ніж на одну зоряну величину, але тип цих змін ще не визначено.
Супутники A, B і F, ймовірно, є частиною групи зір навколо β Ліри, які знаходяться на приблизно тій самій відстані та рухаються разом. Інші зорі просто випадково потрапляють в одну пряму лінію зору. Дослідження даних Gaia Data Release 2 (Gaia DR2) показало, що навколо β Ліри існує група з приблизно 100 зір, які мають спільний рух і перебувають на тій самій відстані від Землі. Цю групу астрономи назвали кластером Gaia 8. Всі зорі цього кластера — це зорі головної послідовності, і через відсутність розгалуження на різні типи зір важко точно визначити їхній вік. Однак його оцінюють в межах від 30 до 100 мільйонів років. Середній паралакс зір цього кластера, виміряний за допомогою даних Gaia DR2, становить 3,4 мілісекунди.
| Супутники | Спектральний клас | Видима зоряна величина | Променева швидкість (км/с) | Паралакс        | Simbad |   |  |             |            |                 |        |
| --------- | ----------------- | ---------------------- | -------------------------- | --------------- | ------ | - |  | ----------- | ---------- | --------------- | ------ |
| Супутники | Спектральний клас | Видима зоряна величина | Променева швидкість (км/с) | Паралакс        | Simbad | A |  | 3.25 – 4.36 | 2.20 ± 0.7 | 1.0851 ± 0.3398 | [ 31 ] |
| B         | B7V               | 7.2                    | -14 ± 5                    | 3.0065 ± 0.0542 | [ 33 ] |   |  |             |            |                 |        |
| C         | B2                | 13.07                  | ?                          | 0.2384 ± 0.0151 | [ 35 ] |   |  |             |            |                 |        |
| D         | K3V               | 14.96                  | ?                          | 0.8378 ± 0.0368 | [ 37 ] |   |  |             |            |                 |        |
| E         | G5                | 10.1                   | 1.4                        | 1.6209 ± 0.0339 | [ 39 ] |   |  |             |            |                 |        |
| F         | G5                | 10.6                   | -16.83 ± 1.41              | 3.5222 ± 0.0307 | [ 41 ] |   |  |             |            |                 |        |

## Хімічна особливість
У вивченні хімічного складу β Ліри особлива увага приділяється циклу CNO, або вуглецево-азотно-кисневому циклу, який є одним з основних механізмів, що підтримують термоядерні реакції у зорях, де водень перетворюється в гелій. Для цієї подвійної системи характерна низька кількість гелію, а також висока концентрація елементів, таких як вуглець, азот і кисень, що є типово для зоряного горіння водню. Крім того, система містить інші елементи, що випромінюються під час космічних процесів.
Також є три ключові етапи перенесення мас, які можуть призвести до утворення єдиного компактного об'єкта в межах системи β Ліри. Ці етапи включають передачу маси між зорями, що, в кінцевому підсумку, може спричинити злиття або зміну структури цих компонентів, створюючи нову, більш компактну зоряну систему.